# Upanje (teološka vrlina)
Upanje (lat. Spes) je ena od treh teoloških vrlin v krščanski tradiciji. Upanje je kombinacija želje po nečem in pričakovanja, da bi jo prejel, vrlina je upanje na Božansko združitev in tako večno srečo. Medtem ko je vera funkcija intelekta, je upanje dejanje volje.

## Pregled
Tomaž Akvinski upanje definira kot »... prihodnje dobro, težko, vendar možno doseči ... z Božjo pomočjo ... na čigavo pomoč se naslanja«. Upanje se že po svoji naravi vedno ukvarja z nečim v prihodnosti. Tako kot teološke vrline vere in dobrodelnosti tudi upanje najde svoj »izvor, motiv in predmet« v Bogu. V Hebrejski bibliji 10:23 sveti Pavel pravi: »Neomajno se držimo svoje spovedi, ki nam daje upanje, saj je tisti, ki je obljubo dal, zanesljiv«. Tako kot druge teološke vrline je tudi upanje prežeta vrlina. Tako kot dobre navade na splošno niso posledica večkratnih dejanj ali rezultat lastne industrije. Bog je ob krstu podaril upanje.
V krščanski tradiciji sta upanje v Kristusa in vera v Kristusa tesno povezani, pri čemer ima upanje, ki pomeni, da ima tisti, ki ima upanje, s pričo Svetega Duha trdno zagotovilo, da je Kristus obljubil boljši svet tistim, ki so Njegovi. Kristijan vidi smrt ne le kot konec minljivega življenja, ampak kot prehod v prihodnje življenje brez konca in v vsej polnosti. Papež Benedikt XVI. pravi: »Kdor veruje v Kristusa, ima prihodnost. Kajti Bog nima želje po tem, kaj je posušeno, mrtvo in na koncu zavrženo: hoče tisto, kar je plodno in živo, hoče življenje v vsej svoji polnosti in nam daje življenje v vsej svoji polnosti«.
Upanje lahko tako vzdrži s preizkušnjami vere, človeškimi tragedijami ali težavami, ki se sicer lahko zdijo prevelike. Upanje je 'sidro duše', na katero se sklicuje v poslanici Hebrejcem v Novi zavezi. Hebrejcem 7:19 je opisano tudi 'boljše upanje' Nove zaveze v Kristusu, ne pa Stare zaveze judovskega zakona.
Upanje nasprotuje grehom obupa in domneve; če se vzdržijo, se drži negativnega načela upanja. Pozitivni nagovor je potreben pri opravljanju nekaterih nalog, kot je v molitvi ali pokoravanju.
Nekatere oblike kvietizma so zanikale, da bi si človek želel česar koli v takšni meri, da bi zanikal, da je upanje vrlina. Kvietizem je papež Inocenc XI. leta 1687 v papeški buli Coelestis Pastor obsodil kot krivoverstvo.

## Navedki
- »Odrešeni smo bili namreč v upanju; upanje, ki ga gledamo, pa ni več upanje – kdo bo namreč upal  to, kar že vidi?« (Rim 8,24)
- »Kristjan, ki upa, išče Boga zase ali zajo. V tehničnem jeziku je formalni predmet teološkega upanja Bog, kot ga ima«. [7]
- »Zato opašite ledja svojega razuma,  trezni bodite, popolnoma naslonite upanje na milost, ki vam je  prinesena v razodetju Jezusa Kristusa.«. ({{bibl|Pt 1,13]])
- »Vem za načrte, ki jih imam z vami, govori GOSPOD: načrte blaginje in ne nesreče, da vam dam prihodnost in upanje«. (Jr 29,11

## Akt upanja
O moj Bog, zanašam se na tvojo vsemogočno moč in neskončno usmiljenje in obljube, upam, da boš oprostil moje grehe, pomoč tvoje milosti in življenje večno po zaslugah Jezusa Kristusa, mojega Gospoda in Odrešenika. Amen.